# Camptothecium pseudolutescens
Camptothecium pseudolutescens är en bladmossart som beskrevs av Georg Friedrich von Jaeger 1878. Camptothecium pseudolutescens ingår i släktet Camptothecium och familjen Brachytheciaceae. Inga underarter finns listade i Catalogue of Life.